# Ricardo Manuel da Silva Fernandes
Ricardo Manuel da Silva Fernandes (Guimarães, 14 de janeiro de 1978) é um futebolista português, que joga habitualmente a defesa.
Em junho de 2008 assinou pelo  Rapid București, do campeonato romeno de futebol.